# Dharmanagar
Dharmangar – miasto w północno-wschodnich Indiach, w stanie Tripura. Według danych szacunkowych na rok 2011 liczyło 40 595 mieszkańców.